# Huang Yaqiong
Huang Yaqiong (chinesisch 黄雅琼, Pinyin Huáng Yăqióng; * 28. Februar 1994 in Quzhou) ist eine chinesische Badmintonspielerin. Im Jahr 2018 und 2019 wurde sie zweimal als Female Player of the Year von BWF ausgezeichnet.

## Karriere
Huang Yaqiong wurde bei der Junioren-Badmintonasienmeisterschaft 2012 Zweite im Damendoppel und mit der chinesischen Mannschaft. Bei der Weltmeisterschaft des gleichen Jahres erkämpfte sie sich Gold mit dem Team, Silber im Doppel und Bronze im Mixed. In der chinesischen Badminton-Superliga 2011 belegte sie mit dem Team von Zhejiang Rang fünf.
2021 gewann sie gemeinsam mit Zheng Siwei bei den Olympischen Spielen von Tokio die Silbermedaille. 2024 in Paris gelang dem Duo der Gewinn der Goldmedaille.